# Lijst van rijksmonumenten in Losser (plaats)
De plaats Losser telt 58 inschrijvingen in het rijksmonumentenregister. Hieronder een overzicht.
| Object | Oorspronkelijke functie? | Bouwjaar                    | Architect       | Locatie                                                      | Coördinaten?                  | Nr.?   | Afbeelding                                                                             |
| --- | ------------------------ | --------------------------- | --------------- | ------------------------------------------------------------ | ----------------------------- | ------ | -------------------------------------------------------------------------------------- |
| Gaaf vakwerkboerderijtje | Boerderij                |                             |                 | Austiebergweg 2                                              | 52° 21' 6" NB, 6° 59' 49" OL  | 26273  | Meer afbeeldingen                                                                      |
| Saksische houten wagenschuur onder rieten zadeldak | Boerderij                | wellicht 18e eeuw           |                 | Bentheimerstraat 15                                          | 52° 19' 24" NB, 6° 57' 47" OL | 26275  | Saksische houten wagenschuur onder rieten zadeldak                                     |
| Gewaarde Erve Honiglo | Boerderij                | 1921 (vernieuwd)            |                 | Denekamperdijk 57                                            | 52° 16' 51" NB, 7° 0' 58" OL  | 26277  | Meer afbeeldingen                                                                      |
| Grenssteen met de wapens van Overijssel, het Bisdom Munster en het Graafschap Bentheim                                                                                       | Grensafbakening          | 1659 (onderschrift)         |                 | Grenssteen a/d Drielandweg                                   | 52° 14' 28" NB, 7° 3' 57" OL  | 26278  | Grenssteen met de wapens van Overijssel, het Bisdom Munster en het Graafschap Bentheim |
| Bakspieker in vakwerk | Boerderij                |                             |                 | Glanerbrugdijk 7                                             | 52° 14' 26" NB, 7° 0' 4" OL   | 26280  | Bakspieker in vakwerk                                                                  |
| Boerderij met gave vakwerkachtergevel en met vakwerk in de zijgevels, plint van bentheimersteen                                                                              | Boerderij                |                             |                 | Hanhofweg 22                                                 | 52° 19' 52" NB, 7° 0' 6" OL   | 26281  | Meer afbeeldingen                                                                      |
| Ellerman's Lijftocht, voormalige Tolhuis | Overheidsgebouw          | midden 19e eeuw (stal)      |                 | Hoofdstraat 1                                                | 52° 15' 2" NB, 7° 1' 10" OL   | 26282  | Meer afbeeldingen                                                                      |
| Erve Olde Möllink | Boerderij                |                             |                 | Lutterzandweg 17                                             | 52° 20' 18" NB, 7° 2' 55" OL  | 26283  | Meer afbeeldingen                                                                      |
| Driebeukige vakwerkschuur | Boerderij                |                             |                 | Lutterzandweg                                                | 52° 20' 46" NB, 7° 2' 25" OL  | 26284  | Upload foto                                                                            |
| Martinustoren | Kerk en kerkonderdeel    | ca. 1500                    |                 | Martinusplein 1                                              | 52° 15' 49" NB, 7° 0' 26" OL  | 26285  | Meer afbeeldingen                                                                      |
| Vrij gaaf vakwerkboerderijtje | Boerderij                |                             |                 | Mensmanweg 1                                                 | 52° 21' 31" NB, 7° 1' 32" OL  | 26286  | Meer afbeeldingen                                                                      |
| Bakspieker | Boerderij                |                             |                 | Molterheurneweg 6                                            | 52° 19' 35" NB, 7° 0' 56" OL  | 26287  | Meer afbeeldingen                                                                      |
| Fraaie schuur | Boerderij                | 1778 (datering)             |                 | Glanestraat 7                                                | 52° 13' 47" NB, 7° 0' 46" OL  | 26289  | Meer afbeeldingen                                                                      |
| Gedeeltelijk ingegraven stenen gebouwtje onder pannen zadeldak | Woonhuis                 |                             |                 | Ravenhorsterweg 3                                            | 52° 15' 45" NB, 7° 1' 10" OL  | 26290  | Meer afbeeldingen                                                                      |
| Bleekcomplex | Nijverheid               |                             |                 | Scholtinkstraat 5                                            | 52° 15' 50" NB, 7° 0' 36" OL  | 26291  | Meer afbeeldingen                                                                      |
| Vakwerkhuis met houten getoogde inrijpoort in de zijgevel | Woonhuis                 |                             |                 | Scholtinkstraat 7                                            | 52° 15' 50" NB, 7° 0' 36" OL  | 26292  | Meer afbeeldingen                                                                      |
| Teylershuis met houten geveltop en bakstenen inrijpoort, op welker sluitsteen het tijdvers: ChrIstVs soLVs est ser Vator MVnDI (1672), momenteel Restaurant De Oude Apotheek | Woonhuis                 | 1672                        |                 | Teylersstraat 4                                              | 52° 15' 47" NB, 7° 0' 27" OL  | 26293  | Meer afbeeldingen                                                                      |
| Huis met houten geveltop | Woonhuis                 | 1682 (26296 anker)          |                 | Raadhuisplein 6                                              | 52° 15' 46" NB, 7° 0' 26" OL  | 26294  | Meer afbeeldingen                                                                      |
| Huis met houten geveltop | Woonhuis                 |                             |                 | Raadhuisplein 4                                              | 52° 15' 45" NB, 7° 0' 26" OL  | 26295  | Meer afbeeldingen                                                                      |
| Hervormde Kerk | Kerk en kerkonderdeel    | 1813                        |                 | Raadhuisplein 2                                              | 52° 15' 45" NB, 7° 0' 25" OL  | 26296  | Meer afbeeldingen                                                                      |
| Erve 'De lange wigger' | Boerderij                | midden 19e eeuw             |                 | Wiggersweg 1                                                 | 52° 14' 50" NB, 7° 0' 28" OL  | 26297  | Meer afbeeldingen                                                                      |
| Drielandsteen | Grensafbakening          | 1659 en 1824                |                 | Grenspaal a/d Drielandsweg                                   | 52° 14' 28" NB, 7° 3' 57" OL  | 26299  | Meer afbeeldingen                                                                      |
| Grenspaal nr 3 bij de Beerninckweg | Grensafbakening          | 1659                        |                 | Grenspaal a/d Peerninksweg                                   | 52° 15' 22" NB, 7° 2' 33" OL  | 26300  | Meer afbeeldingen                                                                      |
| Grenspaal nr 5 bij theehuis Menco | Grensafbakening          | 1548                        |                 | Grenspaal nabij Theesluis Menco                              | 52° 15' 53" NB, 6° 59' 41" OL | 26301  | Grenspaal nr 5 bij theehuis Menco                                                      |
| Grenspaal nr 6, bij Erve Verbecke | Grensafbakening          | 1548                        |                 | Grenspaal a/d Gildehauserweg                                 | 52° 15' 53" NB, 6° 59' 41" OL | 26302  | Meer afbeeldingen                                                                      |
| Grenspaal nr 16 | Grensafbakening          | 1659                        |                 | Grenspaal                                                    | 52° 15' 53" NB, 6° 59' 41" OL | 26303  | Meer afbeeldingen                                                                      |
| Grenspaal nr 18 | Grensafbakening          | 1659                        |                 | Grenspaal                                                    | 52° 18' 40" NB, 7° 2' 29" OL  | 26304  | Meer afbeeldingen                                                                      |
| Grenspaal nr 20 | Grensafbakening          | 14e eeuw                    |                 | Grenspaal a/d Poppe                                          | 52° 19' 6" NB, 7° 2' 51" OL   | 26305  | Grenspaal nr 20                                                                        |
| Grenspaal nr 23 | Grensafbakening          | 1695                        |                 | Grenspaal bij Boerderij Nijhuis a/d Punthuizerweg            | 52° 20' 44" NB, 7° 3' 47" OL  | 26306  | Meer afbeeldingen                                                                      |
| Grenspaal nr 24, bij boerderij haarjan-beuningerveld | Grensafbakening          | 1548                        |                 | Grenspaal a/d Vrijdijk (bij boerderij Haarjan-Beuningerveld) | 52° 21' 10" NB, 7° 4' 12" OL  | 26307  | Meer afbeeldingen                                                                      |
| Markesteen ter afbakening geplaatst in de late middeleeuwen | Grensafbakening          |                             |                 | Markesteen a/d Oldenzaalsestraat                             | 52° 16' 25" NB, 6° 58' 51" OL | 26308  | Markesteen ter afbakening geplaatst in de late middeleeuwen                            |
| Markesteen ter afbakening geplaatst in de late middeleeuwen | Grensafbakening          |                             |                 | Markesteen a/d Smudderweg                                    | 52° 16' 28" NB, 6° 59' 19" OL | 26309  | Markesteen ter afbakening geplaatst in de late middeleeuwen                            |
| Markesteen ter afbakening geplaatst in de late middeleeuwen | Grensafbakening          |                             |                 |                                                              | 52° 16' 53" NB, 6° 59' 58" OL | 26310  | Upload foto                                                                            |
| Markesteen ter afbakening geplaatst in de late middeleeuwen | Grensafbakening          |                             |                 |                                                              | 52° 16' 34" NB, 6° 59' 54" OL | 26311  | Upload foto                                                                            |
| Markesteen ter afbakening geplaatst in de late middeleeuwen | Grensafbakening          |                             |                 | Markesteen a/d Snoeinksweg                                   | 52° 16' 40" NB, 7° 0' 1" OL   | 26312  | Upload foto                                                                            |
| Markesteen ter afbakening geplaatst in de late middeleeuwen | Grensafbakening          |                             |                 |                                                              | 52° 16' 43" NB, 7° 0' 9" OL   | 26313  | Upload foto                                                                            |
| Markesteen ter afbakening geplaatst in de late middeleeuwen | Erfscheiding             |                             |                 | Snoeiyinksweg (bij)                                          | 52° 16' 52" NB, 7° 0' 41" OL  | 26314  | Upload foto                                                                            |
| Markesteen ter afbakening geplaatst in de late middeleeuwen | Grensafbakening          |                             |                 | Markesteen a/d Denekamperdijk                                | 52° 15' 53" NB, 6° 59' 41" OL | 26315  | Upload foto                                                                            |
| Terrein waarin sporen van bewoning | Archeologisch monument   | Romeinse tijd/IJzertijd     |                 |                                                              | 52° 19' 28" NB, 6° 59' 53" OL | 45741  | Upload foto                                                                            |
| Terrein waarin een grafheuvel | Archeologisch monument   | Neolithicum en/of Bronstijd |                 |                                                              | 52° 14' 16" NB, 6° 59' 52" OL | 45742  | Terrein waarin een grafheuvel                                                          |
| Terrein waarin een urnenveld | Archeologisch monument   | IJzertijd                   |                 |                                                              | 52° 15' 32" NB, 7° 2' 10" OL  | 45743  | Terrein waarin een urnenveld                                                           |
| Terrein waarin een grafheuvel | Archeologisch monument   | Bronstijd-IJzertijd         |                 |                                                              | 52° 19' 47" NB, 6° 57' 20" OL | 45744  | Upload foto                                                                            |
| Steenfabriek De Werklust: hoofdgebouw | Industrie                | 1924                        |                 | Oldenzaalsestraat 104                                        | 52° 16' 10" NB, 6° 59' 23" OL | 513489 | Meer afbeeldingen                                                                      |
| Steenfabriek De Werklust: Vormloods met watertoren | Boerderij                | 1924                        |                 | Oldenzaalsestraat 104                                        | 52° 16' 10" NB, 6° 59' 23" OL | 513490 | Meer afbeeldingen                                                                      |
| Steenfabriek De Werklust: Kabelsysteem | Nutsbedrijf              | 1935                        | Gebroeders Osse | Oldenzaalsestraat 104                                        | 52° 16' 10" NB, 6° 59' 23" OL | 513491 | Meer afbeeldingen                                                                      |
| Steenfabriek De Werklust: Droogloods aan de noordzijde van de vormloods | Nijverheid               | 1924                        |                 | Oldenzaalsestraat 104                                        | 52° 16' 10" NB, 6° 59' 23" OL | 513492 | Meer afbeeldingen                                                                      |
| Steenfabriek De Werklust: Droogloods aan de noordzijde van de vormloods | Nijverheid               | 1924                        |                 | Oldenzaalsestraat 104                                        | 52° 16' 10" NB, 6° 59' 23" OL | 513493 | Upload foto                                                                            |
| Steenfabriek De Werklust: Droogloods aan de zuidzijde van de Vormloods | Nijverheid               | 1924                        |                 | Oldenzaalsestraat 104                                        | 52° 16' 10" NB, 6° 59' 23" OL | 513494 | Meer afbeeldingen                                                                      |
| Steenfabriek De Werklust: Droogloods aan de zuidzijde van de Vormloods | Nijverheid               | 1924                        |                 | Oldenzaalsestraat 104                                        | 52° 16' 10" NB, 6° 59' 23" OL | 513495 | Upload foto                                                                            |
| Steenfabriek De Werklust: Droogloods aan de zuidzijde van de Vormloods | Nijverheid               | 1924                        |                 | Oldenzaalsestraat 104                                        | 52° 16' 10" NB, 6° 59' 23" OL | 513496 | Upload foto                                                                            |
| Steenfabriek De Werklust: Smalspoor | Nijverheid               | 1924                        |                 | Oldenzaalsestraat 104                                        | 52° 16' 10" NB, 6° 59' 23" OL | 513497 | Meer afbeeldingen                                                                      |
| Textielfabriek: productiegebouw met watertoren | Industrie                | 1926-1928                   |                 | Gronausestraat 309                                           | 52° 14' 55" NB, 7° 0' 39" OL  | 513506 | Textielfabriek: productiegebouw met watertoren                                         |
| Textielfabriek: ketelhuis met kolenbunker, ijzeropslag, pomplokalen en smederij                                                                                              | Industrie                | 1926-1928                   |                 | Gronausestraat bij 309                                       | 52° 14' 55" NB, 7° 0' 39" OL  | 513507 | Textielfabriek: ketelhuis met kolenbunker, ijzeropslag, pomplokalen en smederij        |
| Bakstenen schoorsteenpijp met het jaartal 1926 ingemetseld in gele verblendsteen                                                                                             | Industrie                | 1926-1928                   |                 | Gronausestraat bij 309                                       | 52° 14' 55" NB, 7° 0' 39" OL  | 513509 | Meer afbeeldingen                                                                      |
| Pompgebouw gas- en drinkwaterbedrijf Enschede | Industrie                | 1935                        |                 | Enschedesestraat 82                                          | 52° 15' 47" NB, 6° 58' 21" OL | 513512 | Pompgebouw gas- en drinkwaterbedrijf Enschede                                          |
| Singraven: twee tuinbeelden voorstellende een Pan- en een Saterfiguur | Tuin, park en plantsoen  | vroeg 18e eeuw              |                 | Molendijk bij 37                                             | 52° 22' 38" NB, 6° 59' 8" OL  | 517983 | Singraven: twee tuinbeelden voorstellende een Pan- en een Saterfiguur                  |
| Singraven: tuinbeeld van de beeldhouwer Van Bauerscheit | Tuin, park en plantsoen  | 18e eeuw                    |                 | Molendijk bij 37                                             | 52° 22' 38" NB, 6° 59' 8" OL  | 517997 | Singraven: tuinbeeld van de beeldhouwer Van Bauerscheit                                |
| Singraven: twee tuinvazen | Tuin, park en plantsoen  | vroeg 18e eeuw              |                 | Molendijk bij 37                                             | 52° 22' 38" NB, 6° 59' 8" OL  | 518009 | Singraven: twee tuinvazen                                                              |